# Gare de Toulouse-Route-de-Launaguet
Gare de Toulouse-Route-de-Launaguet vasútállomás Franciaországban, Toulouse településen.

## Vasútvonalak
Az állomást az alábbi vasútvonalak érintik:
- Bordeaux–Sète-vasútvonal

## Kapcsolódó állomások
A vasútállomáshoz az alábbi állomások vannak a legközelebb:
- Gare de Toulouse-Lalande-Église (Gare de Bordeaux-Saint-Jean, Bordeaux–Sète-vasútvonal)
- Gare de Toulouse-Matabiau (Gare de Sète, Bordeaux–Sète-vasútvonal)